# Grb Mestne občine Koper
Grb Mestne občine Koper je predstavljen na ščitu modre barve. V sredini ščita je rumeno stilizirano sonce s človeškim obrazom in šestnajstimi žarki, od katerih je osem ravnih in votlih ter osem vijugastih in polnih.